# لمتكس
لمتكس Limtex هي شركة هندية متعددة الجنسيات، مقرها في كالكوتا في بنغال الغربية في  الهند، وهي إحدى شركات مجموعة لمتكس Limtex Group.
تصدر ما يقدر بحوالي 40 مليون دولار من الشاي الهندي سنوياً.
تأسست لمتكس عام 1977 على يد غوبال بودار.